# Канья, Кальман

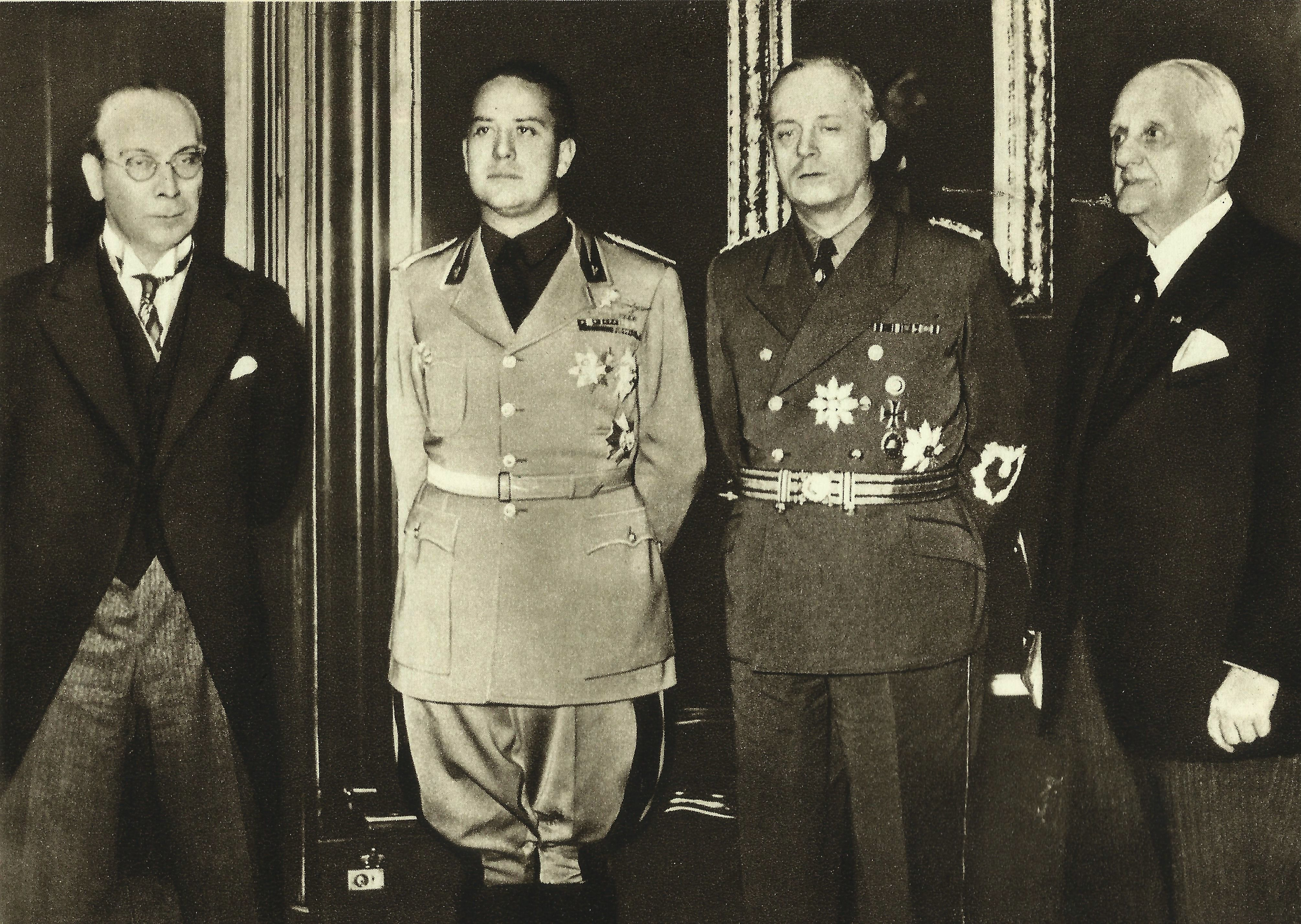
Первый Венский арбитраж:
слева направо Министр иностранных дел Второй Чехословацкой республики Франтишек Хвалковский, Галеаццо Чиано, Иоахим фон Риббентроп, Кальман Канья. 1938 г.

Кальман Канья (венг. Kálmán Kánya; 7 ноября 1869, Шопрон, Королевство Венгрия, Австро-Венгрия — 28 февраля 1945, Будапешт, Венгрия) — венгерский политический, государственный и дипломатический деятель. Министр иностранных дел Венгрии (с 4 февраля 1933 по 28 ноября 1938 года).

## Биография
Дипломатическую карьеру начал помощником консула в Константинополе. В 1904 году был назначен консулом, с 1905 года служил в министерстве иностранных дел Австро-Венгрии. В 1913 году был послом Австро-Венгрии в Мексику. С 1920 по 1925 год — заместитель министра иностранных дел.
С 1925 года — посол в Берлине.
В 1933—1938 годах — министр иностранных дел Венгрии. Во время его работы на этом посту шла подготовка к заключению Берлинского пакта. К. Канья пытался уравновесить гегемонию Германии с расширением сотрудничества с Италией. С другой стороны, стремился поддерживать хорошие связи со странами Малой Антанты — альянсом Чехословакии, Румынии и Югославии.
4 октября 1935 года Хорти назначил его постоянным членом Верхней палаты парламента Венгрии.
Вместе с премьер-министром Белой Имреди летал в Берхтесгаден с просьбой к Гитлеру поддержать территориальные претензии Венгрии.
В октябре 1938 года К. Канья возглавлял венгерскую делегацию, которая участвовала в переговорах с Чехословакией в Комароме, в результате которой город, переданный по Трианонскому договору 1920—1921 гг. Чехословакии, был возвращён Венгрии.
21 ноября 1938 года К. Канья вынужден был уйти в отставку, когда понял, что не может повлиять на растущее германо-итальянское влияние в венгерской политике, и уже к осени 1938 г. венгерская внешняя политика стала в значительной мере прогерманской и проитальянской. Толчком послужил немецко-итальянский демарш, когда планы оккупации Венгрией Закарпатской Украины потерпели неудачу.

## Награды
- Кавалер ордена Белого Орла (1938).